# 朴松烈
朴松烈（1962年1月—），吉林敦化人，朝鲜族，中国共产党党员。中华人民共和国政治人物、第十三届全国人民代表大会吉林地区代表。

## 生平
2018年2月24日，当选为第十三届全国人大代表。